# Ricky van Haaren
Ricky van Haaren (* 21. června 1991, Rotterdam) je nizozemský fotbalový záložník a bývalý mládežnický reprezentant, od ledna 2019 bez angažmá. Mimo Nizozemsko působil na klubové úrovni v Rumunsku, Turecku a na Slovensku. Nastupuje ve středu zálohy na pozici tzv. šestky či osmičky, vyznačuje se skvělou kopací technikou.

## Klubová kariéra
Je odchovancem Feyenoordu z Rotterdamu, kam přišel v mládeži z klubu SBV Excelsior. V "áčku" Feyenoordu strávil dva a půl roku a následně zamířil do týmu VVV-Venlo, se kterým sestoupil do druhé nejvyšší soutěže. V létě 2013 se upsal mužstvu ADO Den Haag, odkud před sezonou 2014/15 odešel na hostování do mužstva FC Dordrecht. V červenci 2015 opustil Haag i Nizozemsko a vydal se do zahraničí, kde působil krátce v rumunském celku FC Dinamo București a následně v Şanlıurfasporu z Turecka.

### FC Dordrecht
V létě 2016 se vrátil zpět do vlasti a uzavřel smlouvu s Dordrechtem, kde již v minulosti působil. Ligovou premiéru po návratu si odbyl ve třetím kole hraném 19. srpna 2016 proti klubu SC Cambuur (prohra 0:1), odehrál celých 90 minut. Svůj první ligový gól zaznamenal 22. 8. 2016 v následujícím duelu s týmem NAC Breda, když v 54. minutě vyrovnal na 1:1. Dordrecht nakonec remízový výsledek neudržel a podlehl soupeři doma v poměru 1:2. Podruhé v ročníku skóroval proti mužstvu MVV Maastricht, když v 93. minutě snižoval na konečných 1:3. 30. září 2016 dal v souboji s celkem De Graafschap v 83. minutě svoji třetí branku v sezoně a podílel se na vítězství 3:2. Během roku odehrál celkem 16 ligových střetnutí.

### AS Trenčín
Před ročníkem 2017/18 směřovaly jeho kroky na Slovensko, kam odešel jako volný hráč (zadarmo) do klubu AS Trenčín. Ligový debut v trenčínském dresu absolvoval ve čtvrtém kole hraném 12. srpna 2017 proti týmu FK Železiarne Podbrezová (remíza 1:1), na hrací plochu přišel v 65. minutě namísto Jakuba Paura. Poprvé v tomto angažmá se střelecky prosadil ve 12. kole v souboji s mužstvem FK Senica (výhra 4:1), když ve 41. minutě otevřel skóre zápasu. Skóroval i v následujících dvou utkání, kdy dal po jednom gólu do sítí mužstev FC DAC 1904 Dunajská Streda (výhra 2:1) a FC Spartak Trnava (prohra 1:2). Jeho branka proti Dunajské Stredě z přímého kopu byla zvolena za gól měsíce října. Na podzim 2017 si připsal 10 střetnutí v lize, na začátku i na konci podzimní části sezony ho pronásledovaly zdravotní problémy.

### ŠK Slovan Bratislava
V lednu 2018 se dohodl na smlouvě na dva a půl roku se Slovanem Bratislava. Roli při jeho angažování sehrál také trenér Martin Ševela, který Van Haarena znal ze společného působení v Trenčíně. Na jaře 2018 se podílel se Slovanem na obhajobě zisku slovenského poháru z předešlého ročníku 2016/17, i když ve finále hraném 1. května 2018 v Trnavě proti celku MFK Ružomberok (výhra 3:1) nenastoupil. Ligový debut v dresu Slovanu si odbyl až ve 32. kole hraném 19. 5. 2018 proti klubu MŠK Žilina (výhra 3:2), odehrál celých devadesát minut. Svůj premiérový gól v lize za "belasé" zaznamenal 5. srpna 2018 v souboji se Zemplínem Michalovce (výhra 2:1), trefil se ve 25. minutě. Za rok odehrál za Slovan pouze dva ligové zápasy, v lednu 2019 v mužstvu předčasně skončil. V ročníku 2018/19 získali "belasí" mistrovský titul, na kterém se van Haaren částečně podílel.

## Klubové statistiky
Aktuální k 22. květnu 2018
| Sezona    | Klub                 | Soutěž         | Zápasy | Góly |
| --------- | -------------------- | -------------- | ------ | ---- |
| 2009/2010 | Feyenoord            | Eredivisie     | 1      | 0    |
| 2010/2011 | Feyenoord            | Eredivisie     | 12     | 0    |
| 2011/2012 | Feyenoord            | Eredivisie     | 8      | 1    |
| 2012/2013 | VVV-Venlo            | Eredivisie     | 31     | 0    |
| 2013/2014 | ADO Den Haag         | Eredivisie     | 27     | 1    |
| 2014/2015 | FC Dordrecht (host.) | Eredivisie     | 21     | 1    |
| 2015/2016 | FC Dinamo București  | Liga I         | 8      | 0    |
| 2015/2016 | Şanlıurfaspor        | PTT 1. Lig     | 8      | 0    |
| 2016/2017 | FC Dordrecht         | Eerste Divisie | 16     | 3    |
| 2017/2018 | AS Trenčín           | Fortuna liga   | 10     | 3    |
| 2017/2018 | ŠK Slovan Bratislava | Fortuna liga   | 1      | 0    |
| 2018/2019 | ŠK Slovan Bratislava | Fortuna liga   | 1      | 1    |

## Reprezentační kariéra
Ricky van Haaren je bývalý nizozemský mládežnický reprezentant, nastupoval za výběry do 17, 18, 19, 20 a 21 let.